# Шваб, Чарльз
Чарльз Роберт Шваб (род. 29 июля 1937 года, Сакраменто) — американский инвестор и финансист. Является основателем и председателем корпорации Charles Schwab. Ввел в оборот дисконтные продажи акций (в 1975 году). Его компания стала крупнейшим дилером дисконтных ценных бумаг в США. В 2008 году ушел с поста генерального директора, но остается председателем совета директоров и является крупнейшим акционером.
По состоянию на февраль 2017 года его собственный капитал, по оценкам Forbes, составляет 8,2 миллиарда долларов.

## Ранние годы и образование
Родился в Сакраменто, штат Калифорния, в семье Терри и Ллойда Шваб. Учился в средней школе в Санта-Барбаре, штат Калифорния, где был капитаном команды по гольфу. Окончил Стэнфордский университет в 1959 году со степенью бакалавра экономических наук. В 1961 году окончил Стэнфордскую высшую школу бизнеса со степенью магистра делового администрирования.

## Карьера инвестора
В 1963 году Чарльз Р. Шваб и три других партнера запустили инвестиционный бюллетень Investment Indicator.
В ноябре 1971 года Шваб и еще четыре человека скупили все акции инвестиционной компании Commander Industries, Inc.

### Charles Schwab & Co.
В 1973 году First Commander получила новое название «Charles Schwab & Co., Inc.». Решающий момент в истории компании произошел в 1975 году, когда Комиссия по ценным бумагам и биржам США дерегулировала торговлю ценными бумагами, что сняло ограничения на взимание любых комиссионных сборов. После этого компания ввела ряд нетрадиционных нововведений:
1. комиссионные для клиентов были сокращены вдвое
2. агентам по продажам стали платить (и продолжают платить сегодня) почасовую зарплату, а не комиссионные с общей продажной цены
3. Шваб отказался давать какие-либо советы клиентам.

Он также учредил бесплатную горячую линию для приема заказов по всей стране, а затем настроил круглосуточную телефонную систему, которая позволяла бы клиентам размещать заказы в любом месте и в любое время. Традиционные инвестиционные компании были возмущены этими новациями и пытались заблокировать расширение компании.

## Личная жизнь
Шваб был женат дважды.
У него трое детей от первого брака с Сьюзен (Коттер) Шваб: Чарльз младший (известный как «Сэнди»), Кэрри и Вирджиния. Чарльз и Сьюзен Шваб позже развелись.
Вторично Шваб женился на Хелен О’Нил с которой у него двое детей: Майкл и Хелен. Его дочь Кэрри замужем за писателем Гари Померанцем. Она является президентом Фонда Чарльза и Хелен Шваб, а также была членом совета Консультативного совета президента Обамы по финансовым вопросам.
Шваб входит в Попечительский совет Музея современного искусства Сан-Франциско, а ранее был его председателем.
Практикующий католик, он и его жена Хелен в настоящее время живут в Атертоне, штат Калифорния и занимаются филантропией Шваб болеет дислексией, но не знал об этом до 40 лет, когда узнал, что его сын тоже страдает дислексией. Фонд Чарльза и Хелен Шваб занимается оказанием помощи детям-дислексикам.

## Личное состояние
По данным Forbes, личное состояние Шваба составляет 8,2 миллиарда долларов (на февраль 2017 года). Фонд Чарльза и Хелен Шваб был основан в 1987 году. В 2013 году компания сообщила об активах в размере 270 миллионов долларов США и получила 13 миллионов долларов США в виде грантов.